# Brabham BT60B
Vous lisez un « article de qualité » labellisé en 2016.
Pour les articles homonymes, voir Brabham.
Chronologie des modèles (1992)
Brabham BT60Y Aucun
La Brabham BT60B est la monoplace de l'écurie britannique Brabham engagée lors de la saison 1992 de Formule 1. Elle est pilotée par le Belge Eric van de Poele et par l'Italienne Giovanna Amati, remplacée après trois courses par Damon Hill. La BT60B est la dernière monoplace engagée par Brabham, l'écurie britannique faisant faillite en cours de saison.
La saison 1992 est la pire saison que l'écurie ait jamais connue et la BT60B la monoplace la moins performante du plateau. Après la qualification de Van de Poele en vingt-sixième position lors du Grand Prix d'Afrique du Sud, où il termine à la treizième et dernière place, il faut attendre le Grand Prix d'Allemagne pour qu'une voiture de l'écurie Brabham participe à une course, Hill se qualifiant en vingt-sixième position.
Deux courses plus tard, au Grand Prix de Hongrie, Hill permet à Brabham d'obtenir son meilleur résultat de la saison en franchissant la ligne d'arrivée en onzième position. Faute d'argent, l'écurie britannique quitte la Formule 1 à l'issue de cette course.

## Contexte et développement

### Le déclin de Brabham Racing Organisation

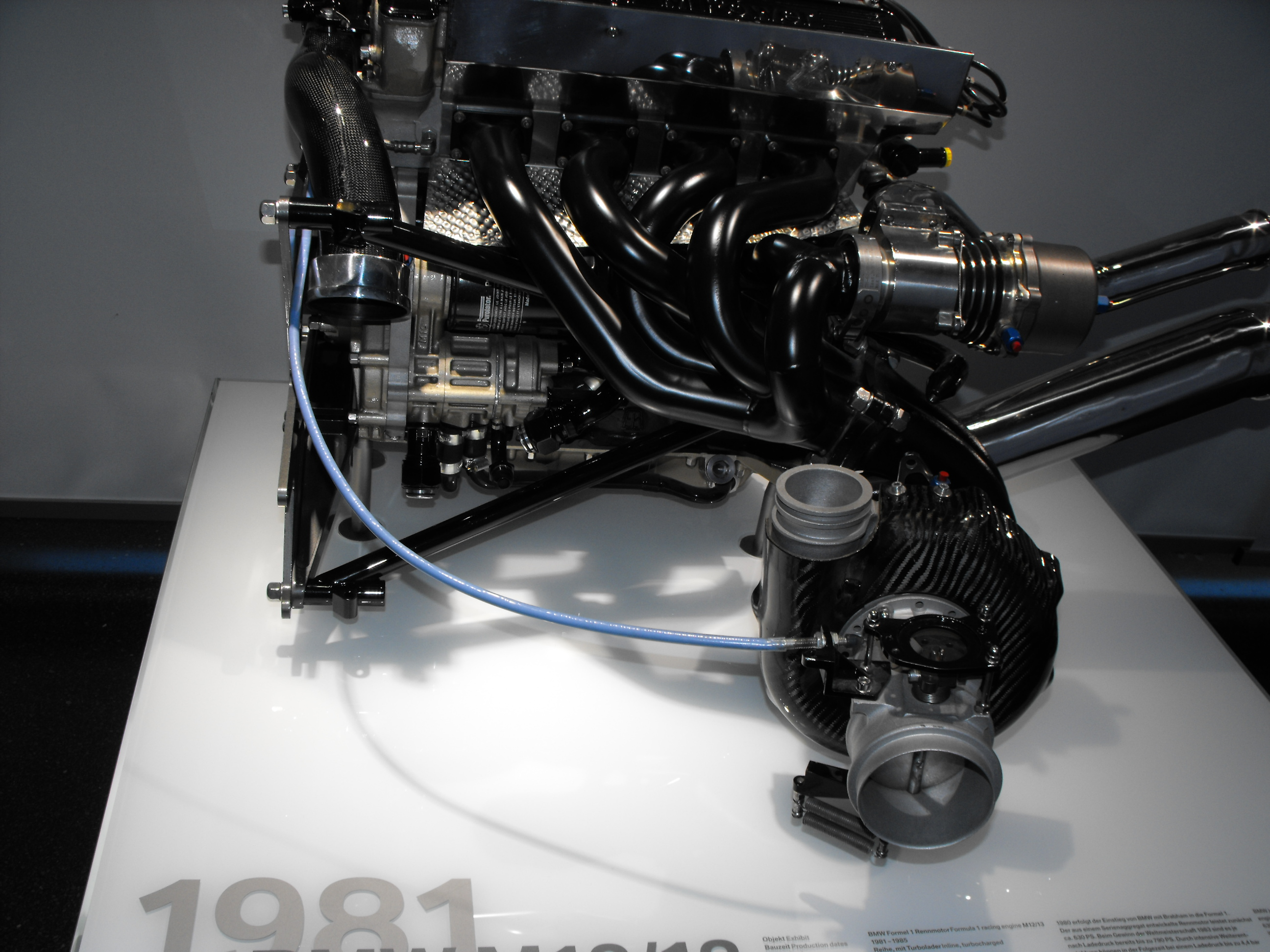
Le moteur M12 BMW.

Peu après les titres de champion du monde des pilotes, conquis par Nelson Piquet en 1981 et 1983, Brabham Racing Organisation devient rapidement l'ombre d'elle-même. Après seulement deux victoires obtenues en 1984 et 1985, la saison 1986 est un véritable désastre pour l'équipe britannique : la longue et basse Brabham BT55, conçue par Gordon Murray, dont l'inclinaison du moteur BMW M12 améliore pourtant l'aérodynamisme et abaisse le centre de gravité, ne marque que deux points. L'Italien Elio De Angelis devient le premier pilote de l'écurie victime d'un accident mortel, lors d'une séance d'essais privés organisée au Circuit Paul-Ricard. Derek Warwick, qui le remplace, manque de marquer deux points grâce à sa cinquième place au Grand Prix de Grande-Bretagne mais un problème technique survenu au dernier tour le contraint à terminer huitième et hors des points. En août, après avoir un temps souhaité engager sa propre écurie, BMW annonce son retrait de la Formule 1 à la fin de la saison. Gordon Murray, qui a largement pris les rênes de l'écurie alors que Bernie Ecclestone joue un rôle de plus en plus important dans la Formula One Constructors Association, pense que « la façon dont l'écurie est dirigée depuis quinze ans tombe en panne ». L'ingénieur sud-africain quitte Brabham en novembre pour rejoindre McLaren.
Si Ecclestone reste en contact avec BMW en 1987, la compagnie allemande ne lui fournit plus qu'une version améliorée du moteur déjà engagé précédemment. La même année, le bloc avec lequel Brabham a conçu sa monoplace est revendu à Megatron sous la dénomination Megatron M12/13 pour équiper les Arrows. Les principaux dirigeants de Brabham admettent qu'à ce moment-là, la gestion de l'équipe par Bernie Ecclestone a perdu en intérêt. Le résultat de l'équipe en championnat est moins bon que l'année précédente : le tandem formé par Riccardo Patrese et Andrea De Cesaris ne marque que dix points, notamment grâce à deux troisièmes places obtenues en Belgique et au Mexique. Incapable de se procurer un moteur compétitif, Motor Racing Developments, la dénomination commerciale de Brabham, ne s'inscrit pas pour le championnat 1988 et Ecclestone annonce le retrait de son écurie, qu'il vend à Alfa Romeo pour un prix supposé de 2 000 000 livres sterling, dès le Grand Prix du Brésil 1988.
Brabham ne dispute pas la saison 1988 pendant la transition entre actionnaires. Très vite, Alfa Romeo revend l'équipe à l'homme d'affaires suisse Joachim Luhti qui l'inscrit en championnat du monde dès la saison suivante, en 1989. La nouvelle Brabham BT58 est désormais motorisée par le bloc Judd EV. Le jeune pilote italien Stefano Modena, engagé par Brabham au Grand Prix d'Australie 1987 en tant que troisième pilote, qui a pris de l'expérience après un passage chez Eurobrun Racing en 1988 est recruté par Luhti et associé à l'expérimenté Martin Brundle. Les deux hommes amènent l'écurie à la neuvième place du championnat constructeurs. Si Modena obtient le dernier podium de Motor Racing Developments au Grand Prix de Monaco, Brundle ne se préqualifie ni au Grand Prix du Canada ni au Grand Prix de France et Modena manque les essais en Italie.

### L'ère Middlebridge Group: fond de grille et graves difficultés financières
Joachim Luhti arrêté pour fraude fiscale en 1989, plusieurs entreprises se disputent alors le contrôle de Brabham Racing Organisation. Le consortium japonais Middlebridge Group Limited, propriété du milliardaire Koji Nakauchi, déjà engagé en Formule 3000 avec sa propre équipe, prend le contrôle de l'écurie à partir de la saison 1990, provoquant le retour d'Herbie Blash. Si Middlebridge finance l'achat à hauteur de 1 000 000 livres sterling par l'intermédiaire de la société financière Landhurst Leasing, l'équipe reste sous-financée et ne marque que quelques points pendant trois années,,,.
En 1990, David Brabham, le plus jeune fils de Jack Brabham, est recruté en tant que pilote. Les résultats sont désastreux : Modena inscrit les seuls points de la saison lors de la manche d'ouverture aux États-Unis où il se classe cinquième et Brabham atteint timidement la neuvième place du championnat constructeur. En 1991, Martin Brundle est associé au Britannique Mark Blundell qui remplace Stefano Modena. En raison du nombre important de monoplaces engagées et des mauvais résultats des Brabham lors de la première moitié du championnat, les deux pilotes sont obligés de passer par les sessions de pré-qualifications pour prétendre participer aux sessions qualificatives qui permettent de s'engager en course lors de la seconde partie du championnat du monde. Blundell échoue à se pré-qualifier au Japon et Brundle à se qualifier en Australie. Toutefois, durant la seconde moitié de championnat, les deux hommes marquent trois points qui permettent à leur équipe de prendre la dixième place du championnat des constructeurs, derrière Lotus, elle aussi à la recherche de son lustre d'antan,.
En septembre 1991, l'écurie britannique conclut un nouveau partenariat moteur avec Judd, le contrat la liant avec Yamaha Motor Company expirant à la fin de la saison,,,,. Exsangue financièrement, Brabham licencie 82 employés et doit quitter l'usine de Chessington que Bernie Ecclestone vient de vendre à Yamaha, pour s'installer dans les locaux plus modestes que possède Middlebridge à Milton Keynes,,,. Herbie Blash, le directeur sportif qui a aidé à la reconstruction de Brabham en 1990 et a œuvré pour la fourniture de blocs Yamaha en 1991, quitte l'écurie pour devenir directeur sportif du motoriste japonais ; Ray Boulthon, l'ancien directeur de l'écurie de Formule 3000 Middlebridge, le remplace. Brabham recherche également des pilotes à même de lui apporter des fonds supplémentaires.

## Création de la monoplace

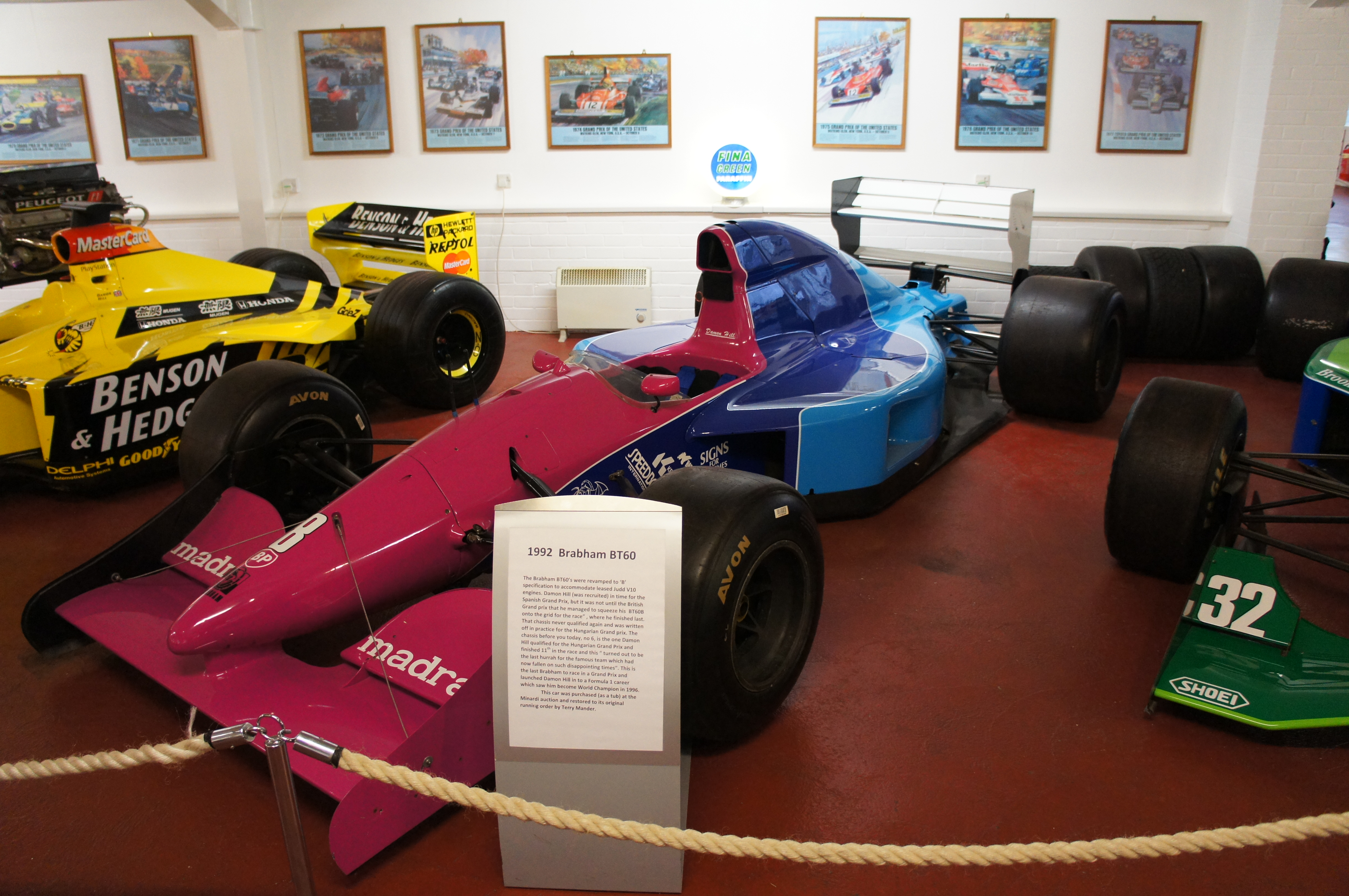
La Brabham BT60B en exposition.

Ne disposant pas des ressources financières pour élaborer une nouvelle monoplace, la Brabham BT60Y de la saison précédente est adaptée à la réglementation en vigueur par le directeur technique, Sergio Rinland, assisté de Tim Densham pour le design et de Hans Fouche pour l'aérodynamique. La BT60B est mue par un moteur client acheté à Judd. Ce bloc V10 GV, également fourni à la nouvelle écurie italienne Andrea Moda Formula, d'une cylindrée de 3 496 cm3 développe 750 chevaux à 13 500 tours par minute, soit 140 chevaux de plus que l'ancien moteur V12 Yamaha OX99,,,,,,. Il accuse cependant un déficit de puissance de 20 chevaux par rapport au bloc V12 Honda RA122E de McLaren Racing, l'une des plus performantes écuries du plateau.
D'une masse de 505 kilogrammes, à l'instar de sa devancière, la BT60B est doté d'un châssis monocoque en fibre de carbone. Son empattement est réduit de six millimètres, passant à 2 940 mm. La voie avant, en outre, est raccourcie de trois millimètres et passe à 1 800 mm tandis que la voie arrière, augmentée, passe à 1 550 mm. Les freins à disque en carbone sont fournis par Hitco et les étriers proviennent de Brembo Industries. Le carburant, fourni par BP, est stocké dans un réservoir de 220 litres. La BT60B dispose d'une boîte de vitesses transversale à six rapports, de suspensions à poussoirs et d'amortisseurs conçus par Koni,.
La Brabham BT60B n'est considérée initialement que comme une monoplace de transition, une Brabham BT61 devant la remplacer à la mi-saison. Sergio Rinland ayant quitté l'écurie avant même le début de la saison, Tim Densham, ancien ingénieur de piste qui a précédemment travaillé sous la houlette de Gérard Ducarouge chez Team Lotus est promu ingénieur en chef et devra démontrer ses aptitudes dans la conception totale d'un châssis,,.

## Choix des pilotes

### Eric van de Poele

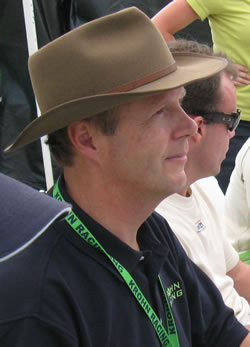
Eric van de Poele (ici en 2008) rejoint Brabham après une saison catastrophique avec Modena Team.

Peu avant la dernière manche du championnat 1991, Brabham engage le Belge Eric van de Poele,. Van de Poele commence sa carrière en sport automobile en 1983 en remportant le volant Avia La Châtre. Il commence sa carrière en monoplace dans le championnat de France de Formule 3 en 1984. Pilote éclectique, il dispute en 1985 le championnat de Belgique et Benelux de Formule Ford, termine la saison champion et troisième du championnat de Belgique en Groupe N avec BMW Belgium. En 1986, il court en championnat de Belgique de tourisme, toujours avec BMW Belgium, participe à trois courses du championnat de Grande-Bretagne de Formule 3 et à trois courses du championnat d'Europe de Groupe A. En 1987, il devient champion d'Allemagne de Groupe A au sein de l'écurie Zakspeed qui engage les BMW officielles en DTM. Il remporte cette même année les 24 Heures de Spa avec Jean-Michel Martin et Didier Theys au volant d'une BMW M3 e30 et participe également au championnat d'Allemagne de Formule 3. En 1988 il dispute le championnat d'Europe de Groupe A et termine cinquième au sein du Team officiel BMW Schnitzer. En 1989, van de Poele dispute sa première saison en championnat intercontinental de Formule 3000 au sein de l'écurie GA Motorsports. Il termine cinquième du championnat mais il faut attendre 1990 pour qu'il brille réellement dans la discipline en remportant trois victoires (Pau, Birmingham et Nogaro) ; il termine vice-champion de la discipline,,. 
Ce bon résultat lui permet alors d'accéder à la Formule 1, chez Modena Team, une nouvelle écurie qui aligne des Lamborghini sans soutien officiel de l'usine. La Lambo 291 est perfectible sur le plan du châssis et le cockpit, adapté au gabarit de son coéquipier Nicola Larini, est trop étroit pour permettre au Belge de s'exprimer correctement. Il ne se préqualifie qu'une seule fois pendant la première partie de la saison puis, à partir du Grand Prix d'Allemagne, réussit à franchir cet écueil, pour buter en qualifications. Il ne prend part qu'à un seul Grand Prix, à Saint-Marin, où il remonte en cinquième position avant d'abandonner après un problème de pompe à essence dans le dernier tour,,.
Le Belge est apprécié de ses différents employeurs pour ses qualités de finisseur et la finesse de sa mise au point ; il est également réputé pour être très précautionneux avec la mécanique. Brabham apprécie également le complément de budget qu'il apporte via son commanditaire personnel Neoplan.

### Akihiko Nakaya
Initialement, le second pilote engagé pour 1992 est le Japonais Akihiko Nakaya. Il entame sa carrière dans le championnat du Japon des voitures de tourisme (JTCC) en 1986, où il termine troisième. Il dispute, en parallèle, le championnat du Japon de Formule 3, qu'il remporte en 1988. L'année suivante, il accède au championnat du Japon de Formule 3000, où il ne remporte qu'une course en trois ans de présence (dixième du championnat en 1989, douzième en 1990 et sixième en 1991). Susceptible d'apporter un budget de complément grâce à ses soutiens japonais, Nakaya est engagé par Brabham dès septembre 1991, sous réserve que la Fédération internationale du sport automobile (FISA) lui accorde la superlicence, indispensable pour courir en Formule 1,,,. 
Dans le but de promouvoir le championnat international de Formule 3000, la FISA a procédé à une modification des conditions d'attribution de la superlicence : désormais, pour prétendre accéder à la Formule 1, il n'est plus nécessaire pour un pilote d'avoir marqué des points en championnat international de Formule 3000 mais simplement « d'y avoir participé de façon effective ». Ce nouveau point de règlement désavantage fortement les pilotes engagés dans des championnats nationaux car les petites écuries en manque de budget ont tout intérêt à recruter un pilote de niveau moyen, voire faible, engagé en championnat international mais qui apporte un complément financier important au détriment d'un pilote d'un niveau plus relevé mais moins fortuné.
Fin janvier 1992, la FISA juge les résultats de Nakaya, qui a pourtant remporté une victoire dans son championnat, insuffisants et refuse de lui attribuer le précieux sésame. Alors que le Japonais a déjà fait mouler son coûteux siège-baquet, la FISA ne laisse à Brabham qu'une semaine pour lui communiquer le nom de son nouveau second pilote,.

### Giovanna Amati
Le 5 février, l'écurie engage l'Italienne Giovanna Amati qui devient la cinquième femme à être titularisée en Formule 1, la première depuis la Sud-Africaine Desiré Wilson au Grand Prix de Grande-Bretagne 1980,. Amati commence sa carrière en 1981 en Formule Fiat-Abarth. Elle passe, en 1984, en championnat d'Italie de Formule 3 où elle obtient sa seule victoire dans cette discipline en 1986 au Mugello puis accède à la Formule 3000 en 1987 où elle s'engage pour trois épreuves et se qualifie uniquement à Donington Park où elle obtient la septième place. En 1988, au volant d'une Lola, elle obtient comme meilleurs résultats la dixième place des épreuves de Monza et Jerez,,.
L'année suivante, elle dispute le championnat du Japon de Formule 3000, sans résultat notable. Rentrée en Europe, elle dispute le championnat international de Formule 3000 1989 où elle ne brille guère, son manque de budget l'empêchant de se stabiliser durablement dans une écurie. Après un accident en 1990, elle dispute une saison complète en Formule 3000 en 1991 au volant d'une Reynard 91D Cosworth. Qualifiée à six reprises, elle ne marque aucun point en championnat, obtenant son meilleur résultat en terminant septième sur le circuit Bugatti. Fin 1991, par l'entremise de Flavio Briatore, son compagnon de l'époque, elle effectue trente tours d'essais au volant d'une monoplace Benetton Formula de Formule 1. Bien qu'elle apporte un complément financier inférieur à celui que proposait Akihiko Nakaya, Giovanna Amati est confirmée par Brabham qui parie que propulser une femme à ce niveau de compétition leur permettra de monter une opération de communication susceptible d'attirer d'éventuels futurs commanditaires. L'Italienne profite pleinement du changement des conditions d'attribution de la superlicence car elle n'a jamais inscrit le moindre point en championnat international de F3000 et ne doit d'avoir l'autorisation officielle de s'engager en Formule 1 qu'au fait d'y avoir pris part pendant quatre éditions,,,,.
L'Italienne est pleinement consciente qu'elle ne doit sa place dans l'équipe qu'au fait qu'elle soit une femme : « C'est la première fois que ma condition féminine m'aide dans le sport automobile où j'ai toujours eu du mal à m'imposer. Brabham mise sur une femme pour espérer trouver de nouveaux sponsors... cela dit, ils n'ont pas proposé ce volant à ma sœur, elle ne sait pas conduire ! ».
La grande inconnue concerne ses capacités physiques à piloter une monoplace de Formule 1 beaucoup plus exigeante qu'une F3000 avec de violentes décélérations grâce aux freins en carbone ou à cause des fortes charges aérodynamiques. Pour autant, l'Italienne aborde sereinement cette nouvelle étape dans sa carrière : « Avec mon expérience de la Formule 3000, je ne pense pas que la différence va être énorme, même sur le plan physique. »,,.

## Engagement en championnat du monde

### Pari perdu avec Amati

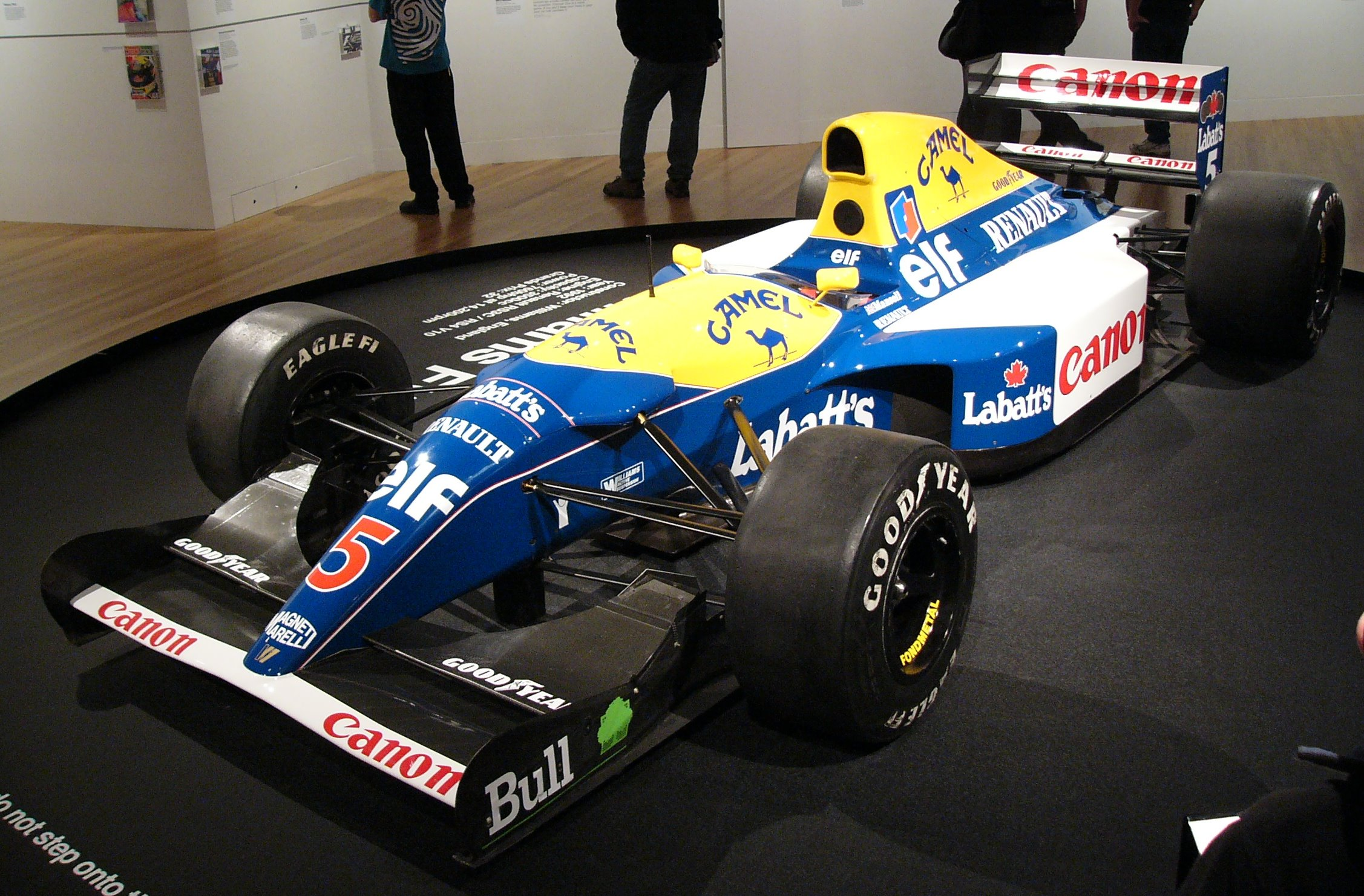
La Brabham BT60B rend 15 à 20 km/h aux monoplaces les plus performantes du plateau, comme la Williams FW14B.

La Brabham BT60B est achevée peu avant le Grand Prix d'Afrique du Sud, manche inaugurale du championnat 1992 disputée début mars à Kyalami. En engageant deux châssis qui ne sont que des modestes évolutions des monoplaces aux résultats modestes la saison précédente, l'écurie, qui n'a effectué aucun test avec sa nouvelle monture, est dès lors assurée d'évoluer en fond de grille.
Les mécaniciens terminent de mouler le siège-baquet d'Amati juste avant les premiers essais libres de l'épreuve sud-africaine. Si toute l'attention des observateurs se porte sur la jeune femme, celle-ci est de courte durée : en effet, l'Italienne se fait rapidement remarquer par ses nombreux têtes-à-queue et sa lenteur,,. Lors de la séance de qualification du vendredi, elle réalise le trentième et dernier temps, en 1 min 25 s 942, à plus de dix secondes du meilleur temps établi par Nigel Mansell, sur Williams FW14B et à 3,8 secondes du vingt-neuvième temps du pilote Fondmetal, Andrea Chiesa. Eric van de Poele est, quant à lui, provisoirement vingt-cinquième sur la grille de départ, en 1 min 21 s 648,,. Le lendemain, la plupart des pilotes améliorent leur temps ; le Belge réalise le vingt-sixième et dernier temps qualificatif pour la course, en 1 min 20 s 488 (à cinq secondes de Mansell) tandis qu'Amati conserve la dernière place, en 1 min 24 s 405, à près de trois secondes du pilote Jordan Stefano Modena, avant-dernier non qualifié,,. Le paddock bruit d'une polémique concernant l'arrivée en Formule 1 de pilotes issus de la Formule 3000 qui n'ont clairement pas le niveau requis mais qui, grâce à l'apport d'un budget de complément, barrent la route de pilotes plus expérimentés ; les plus visés sont Paul Belmondo, Andrea Chiesa et Giovanna Amati qui n'ont jamais été en mesure de se qualifier.
Lors de la session d'échauffement précédant la course, Van de Poele réalise le vingt-cinquième temps, à 5,6 secondes de Mansell et ne devance que le pilote de la Scuderia Italia, Pierluigi Martini,. Au départ, si le Belge double l'Italien pour le compte de la vingt-cinquième place, il se montre incapable de progresser davantage dans le classement en raison d'une direction très lourde et d'ennuis de boîte de vitesses (impossibilité de passer la cinquième) en fin de course. Profitant des multiples abandons, il termine treizième et dernier, à quatre tours de Mansell,,. La Brabham BT60B est la monoplace la moins performante de cette course, rendant en moyenne 13 km/h à la Williams FW14B, la plus puissante machine du plateau,.
Brabham, sur le fil du rasoir financièrement, est dans l'incapacité de mener des essais privés pour tenter d'améliorer sa monoplace avant le Grand Prix suivant, disputé trois semaines plus tard au Mexique. Pire encore, ses problèmes budgétaires la menacent de devoir déclarer forfait ; l'écurie britannique se rend in extremis à l'Autódromo Hermanos Rodríguez,. Eric van de Poele réalise le vingt-sixième temps de la première séance de qualification, en 1 min 22 s 937, à plus de six secondes de Mansell, mais devance les March CG911B de Paul Belmondo et Karl Wendlinger. Amati ne parvient pas à réaliser le moindre tour chronométré lors de cette session ; elle obtient ensuite le dernier temps de la deuxième séance, en 1 min 25 s 052, à 8,7 secondes de Mansell et à près de trois secondes de son équipier qui, bien qu'ayant amélioré en 1 min 22 s 197, est vingt-neuvième et non qualifié, pour une seconde. Aucune Brabham ne se présente donc au départ de la course,,,.
Au Grand Prix du Brésil, une intrigante rumeur affirme que le pilote local Nelson Piquet, qui a quitté la Formule 1 à la fin de la saison précédente, souhaiterait racheter Brabham, qui dément immédiatement l'allégation. Sur l'Autodromo José Carlos Pace, l'avenir de Brabham s'assombrit encore plus puisque, privées de moyens financiers, les Brabham BT60B ne peuvent être améliorées et le personnel de l'équipe n'est plus payé. Un retrait à court terme de l'écurie est déjà évoqué, qui ferait les affaires des autres pilotes de fond de grille qui pourraient échapper aux pré-qualifications. Sportivement, la situation ne s'arrange pas pour les pilotes de l'écurie britannique : vingt-huitième temps des qualifications en 1 min 22 s 742, Eric van de Poele ne devance que son équipière, qui tourne en 1 min 30 s 420, quinze secondes de plus que Nigel Mansell, auteur du meilleur temps,. Le samedi après-midi, Van de Poele améliore en 1 min 21 s 770, tout comme Amati qui tourne désormais en 1 min 26 s 645, à onze secondes de Mansell. Les BT60B conservent les deux dernières places et ne se qualifient pas pour la course : elles évoluent une seconde derrière les dernières monoplaces qualifiées et rendent plus de 10 km/h de vitesse moyenne sur un tour aux meilleures voitures du plateau,.

### Un fils de champion du monde dans la BT60B

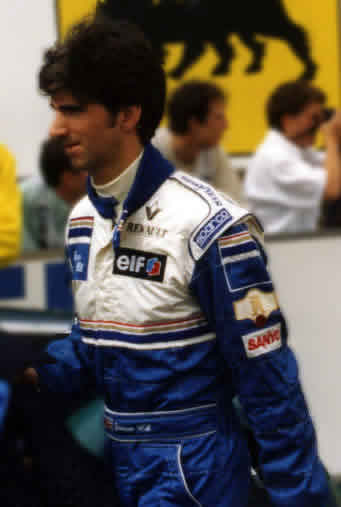
Damon Hill (ici en 1995), fils du double champion du monde Graham Hill, remplace Giovanna Amati dès le Grand Prix d'Espagne.

Devant l'écart abyssal entre Van de Poele et Amati, qui n'a plus les moyens de financer son baquet, le patron de l'écurie Dennis Nursey, cherche un pilote à même d'épauler convenablement le Belge. Giovanna Amati est limogée après trois courses, elle qui déclarait en début de saison : « Sans résultats satisfaisants, le pari de Brabham ne tiendra pas et l'intérêt que je pourrais représenter ne dépassera pas la moitié de la saison »,,.
Alors que la position de Brabham reste toujours désastreuse, l'espoir revient avec l'arrivée de John McDonald (ancien patron du RAM Racing en Formule 1) qui dirigeait l'équipe de F3000 Middlebridge, en tant que directeur. Il amène avec lui un groupe d'investisseurs britanniques parmi lesquels figure un manager de boxe. 

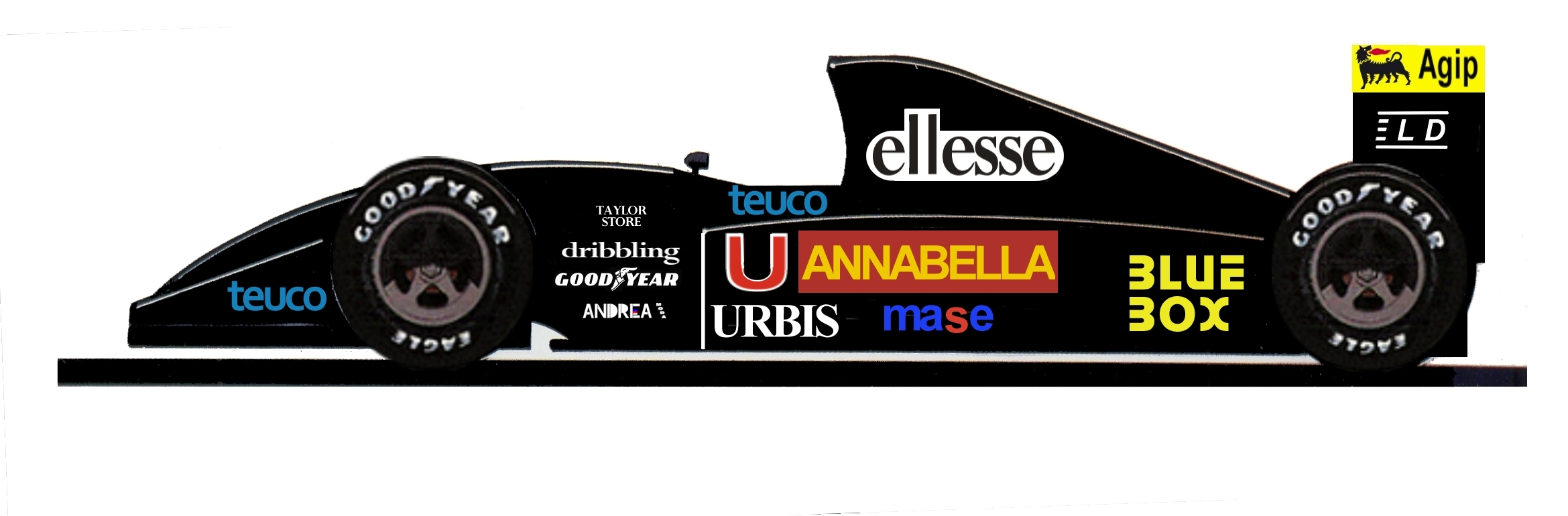
À moteur égal, la Brabham BT60B est plus lente que l'Andrea Moda S921, pourtant engagée par l'écurie jugée la plus douteuse de l'histoire de la Formule 1.

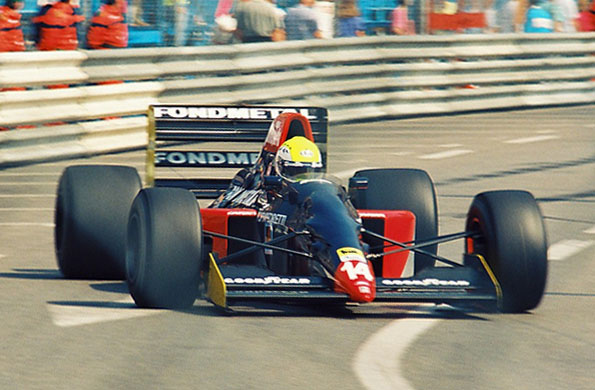
La BT60B ne semble pouvoir rivaliser qu'avec la Fondmetal GR01.

John McDonald engage alors le Britannique Damon Hill, à qui il avait confié un volant en 1990. Ce dernier, fils du double champion du monde Graham Hill (en 1962 et 1968) et pilote-essayeur chez Williams F1 Team depuis 1991, a en effet disputé le championnat international de Formule 3000 de 1989 à 1991. Brabham espère, en l'engageant, capitaliser sur le nom prestigieux de son poulain et attirer de nouveaux commanditaires, adoptant une stratégie similaire à celle présidant au recrutement de Giovanna Amati,,,.
Le début de la saison européenne, inaugurée début mai en Espagne, s'annonce mal puisque l'écurie est momentanément bloquée à la frontière franco-espagnole à la suite d'une réquisition d'un de ses créanciers français. Un huissier fait intercepter un des camions-transporteurs pour opérer une saisie exigée par la société Pole Marketing qui fournissait le motorhome Brabham la saison précédente. La dette se montant à 30 000 livres, le « mulet » (le troisième châssis de l'équipe qui sert de châssis de secours) est mis sous scellés,. Lors de la première séance de qualification, Van de Poele évolue en 1 min 26 s 880 et prend la vingt-huitième place provisoire, à plus de six secondes de Nigel Mansell. Damon Hill, qui boucle son meilleur temps en 1 min 27 s 763, est dernier mais déjà plus véloce qu'Amati et ce malgré des ennuis de moteur qui l'empêchèrent de trouver les réglages idoines de sa monoplace, faute de mulet,,,. La session du lendemain se disputant sous la pluie, aucun pilote ne fait mieux que la veille et les deux Brabham manquent leur qualification pour la course,,,. Damon Hill déclare à propos de ses débuts en Grand Prix : « Quand Mansell et Patrese me doublaient lors des essais, je me disais qu'il y avait un peu de moi dans leur Williams : ils gagnaient le dimanche dans la monoplace que je pilotais le restant de la semaine ».
Le circuit d'Imola, où se tient deux semaines plus tard le Grand Prix de Saint-Marin, n'est pas plus favorable à l'écurie britannique qui, n'ayant pas encore réglé les factures de révision des moteurs Judd, s'en trouve privée lors des essais libres du vendredi. Eric van de Poele retrouve un moteur pour les qualifications mais, en manque de roulage, ne réalise que le vingt-neuvième temps provisoire, en 1 min 29 s 347 à 7,5 secondes de Mansell,. Le lendemain, le Belge améliore en 1 min 28 s 832 mais est devancé, pour la première fois, par son équipier qui tourne en 1 min 28 s 423, à 6,5 secondes du pilote Williams et à plus d'une seconde de la vingt-sixième et dernière place qualificative obtenue par Johnny Herbert sur Lotus 102D. Hill et van de Poele se classent vingt-neuvième et trentième des qualifications et ne prennent pas part à la course,.
Fin mai, à l'occasion de l'épreuve monégasque, la BT60B semble être légèrement plus rapide : le vendredi après-midi, Van de Poele est vingt-cinquième, en 1 min 25 s 702, à cinq secondes de Mansell et devance les Lotus d'Herbert et de Mika Häkkinen ; Hill prend l'avant-dernière place provisoire en 1 min 26 s 889,. Le Britannique se hisse en vingt-huitième position avec un temps en 1 min 25 s 394 effectué le samedi après-midi alors que Van de Poele rétrograde à la vingt-septième place malgré une performance améliorée, en 1 min 24 s 981 à 5,5 secondes de Mansell. Le Belge échoue à se qualifier pour trente-six millièmes de seconde face à l'Andrea Moda S921 pilotée par Roberto Moreno qui dispose du même moteur Judd que les Brabham,.

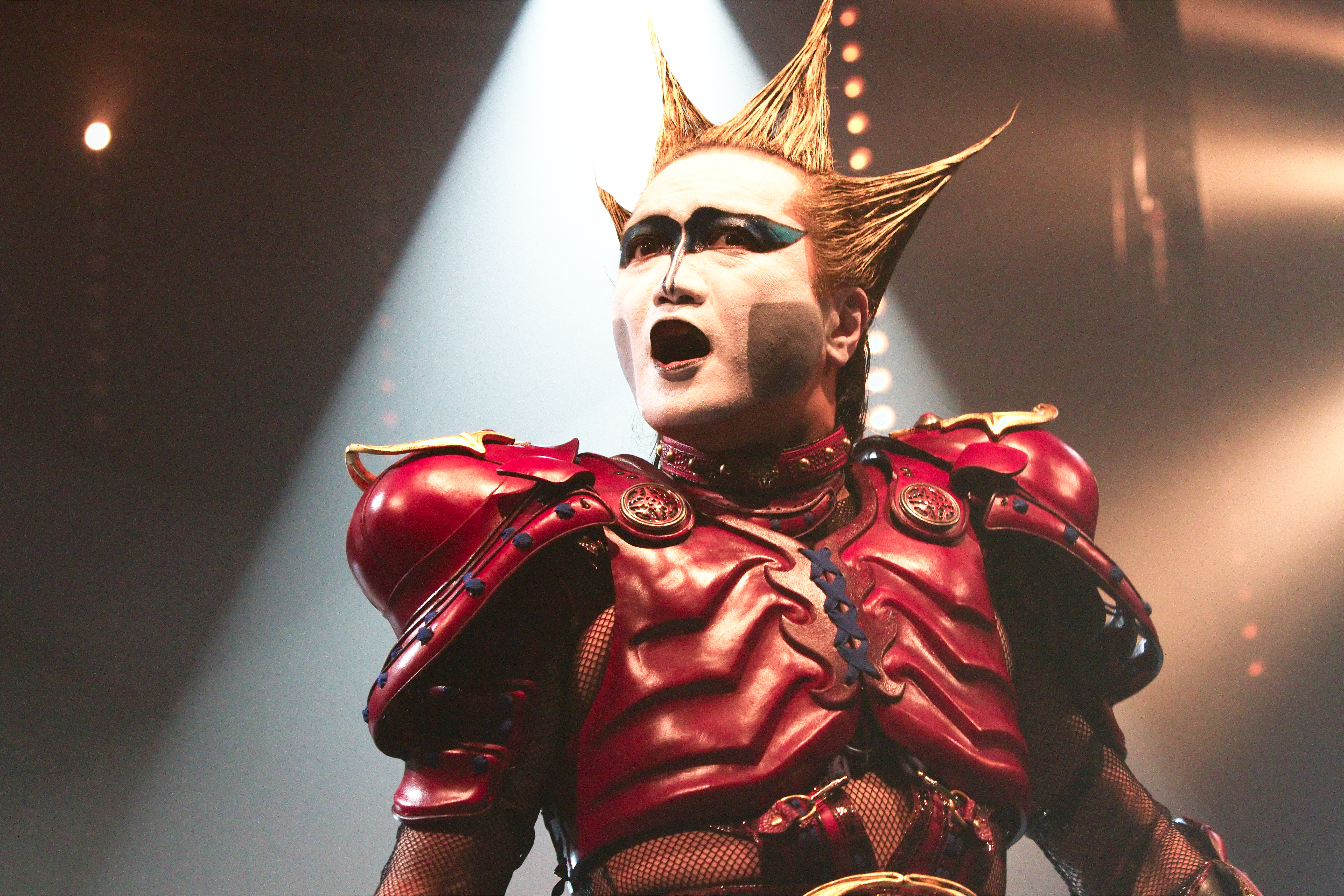
Demon Kogure et son groupe Seikima-II font la promotion de leur nouvel album sur le museau rose de la Brabham BT60B.

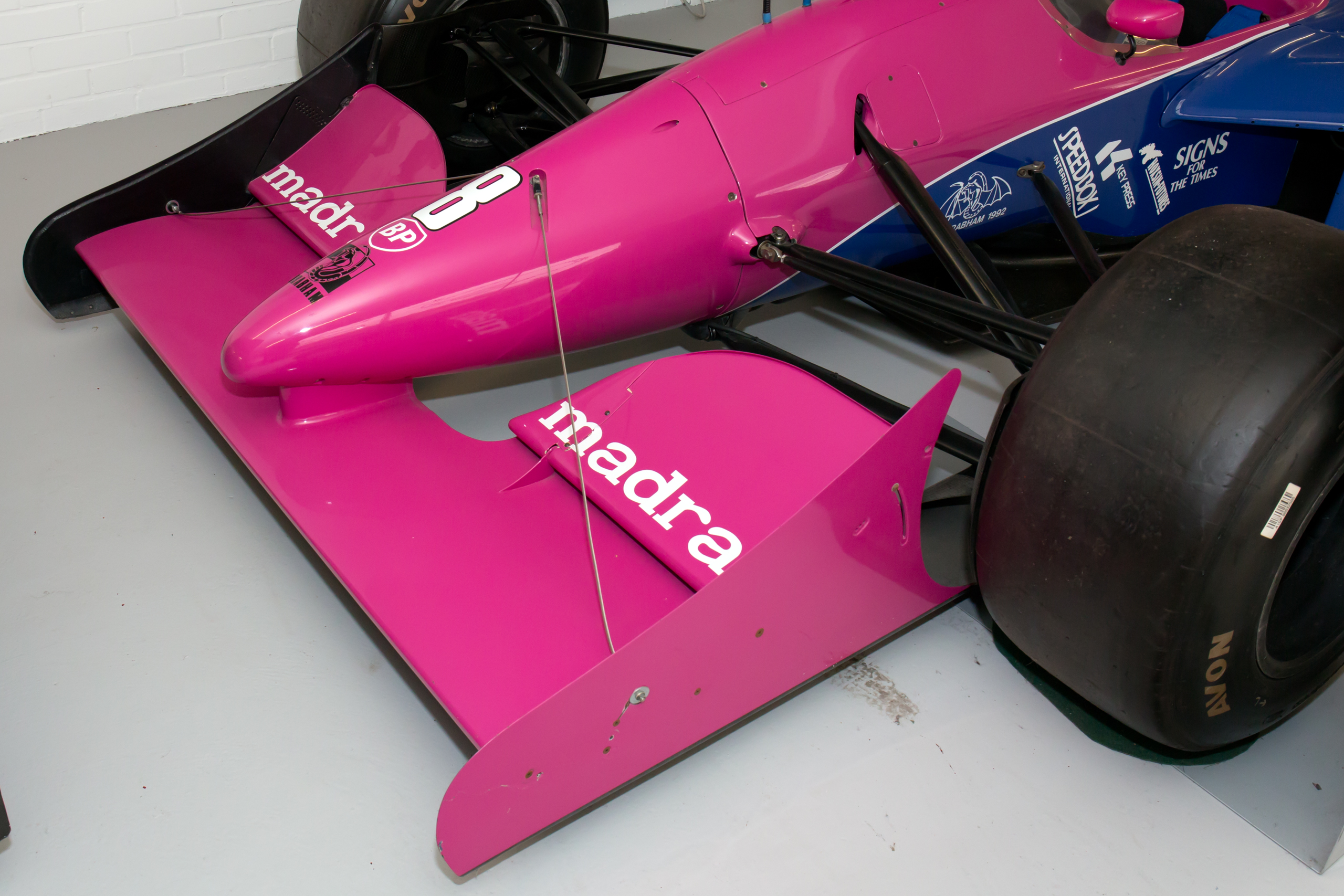
Le nouveau museau rose de la Brabham BT60B est destiné à attirer les caméras et les éventuels sponsors, lors des retransmissions télévisées des Grands Prix.

Peu avant le Grand Prix du Canada, alors que le Britannique Julian Bailey qui a pris part à vingt Grands Prix de Formule 1 en 1990 et 1991 est évoqué pour remplacer Van de Poele qui n'a pas apporté de complément budgétaire lors de l'épreuve monégasque, Brabham confirme ses pilotes à leur poste. La monoplace abandonne sa livrée bleu/blanc/bleu qui renvoyait aux années de gloire des titres mondiaux pour un museau rose censé attirer les projecteurs de télévision et, concomitamment, de nouveaux investisseurs. Un des nouveaux commanditaires de l'équipe est le groupe de heavy metal japonais Seikima-II qui fait la promotion de son album Kyoufu No Restaurant ~ Frightful Restaurant et dont le chanteur Demon Kogure a fondé un comité de soutien appelé Aid Brabham 92,. Lors de cette septième manche du championnat, l'équipe britannique prête son moteur de rechange à Andrea Moda Formula, en difficulté financière avec Judd,. Sur le circuit Gilles-Villeneuve, Van de Poele effectue le vingt-huitième temps provisoire des qualifications du vendredi après-midi en 1 min 24 s 858, à cinq secondes d'Ayrton Senna alors que Hill est dernier en 1 min 26 s 641,,. À cause de nombreux problèmes (ruptures de moteur, de transmission, nombreux têtes-à-queues) rien ne s'arrange le lendemain puisque les deux pilotes conservent leur position, le Belge tournant en 1 min 24 s 499 et Hill en 1 min 25 s 812, à six secondes d'Ayrton Senna. Si aucune Brabham ne se qualifie, rendant près de 11 km/h aux meilleures monoplaces du plateau, Van de Poele devance toutefois la Fondmetal GR01 d'Andrea Chiesa,,.
Fondmetal engageant deux nouvelles GR02 à partir du Grand Prix de France, début juillet, la BT60B semble désormais ne plus pouvoir émerger du fond du classement. À Magny-Cours, Hill évolue en 1 min 21 s 412, à 1,3 seconde de Christian Fittipaldi, auteur du vingt-huitième temps sur une Minardi M192, et devance seulement son équipier, dernier en 1 min 21 s 594,. Le fils de Graham Hill ne fait pas mieux lors de la dernière séance qualificative tandis que van de Poele améliore en 1 min 20 s 139, à 1,5 seconde d'Andrea Chiesa, vingt-sixième et dernier qualifié, et à 6,2 secondes de Mansell,.

### Dernières qualifications avant la faillite de l'écurie

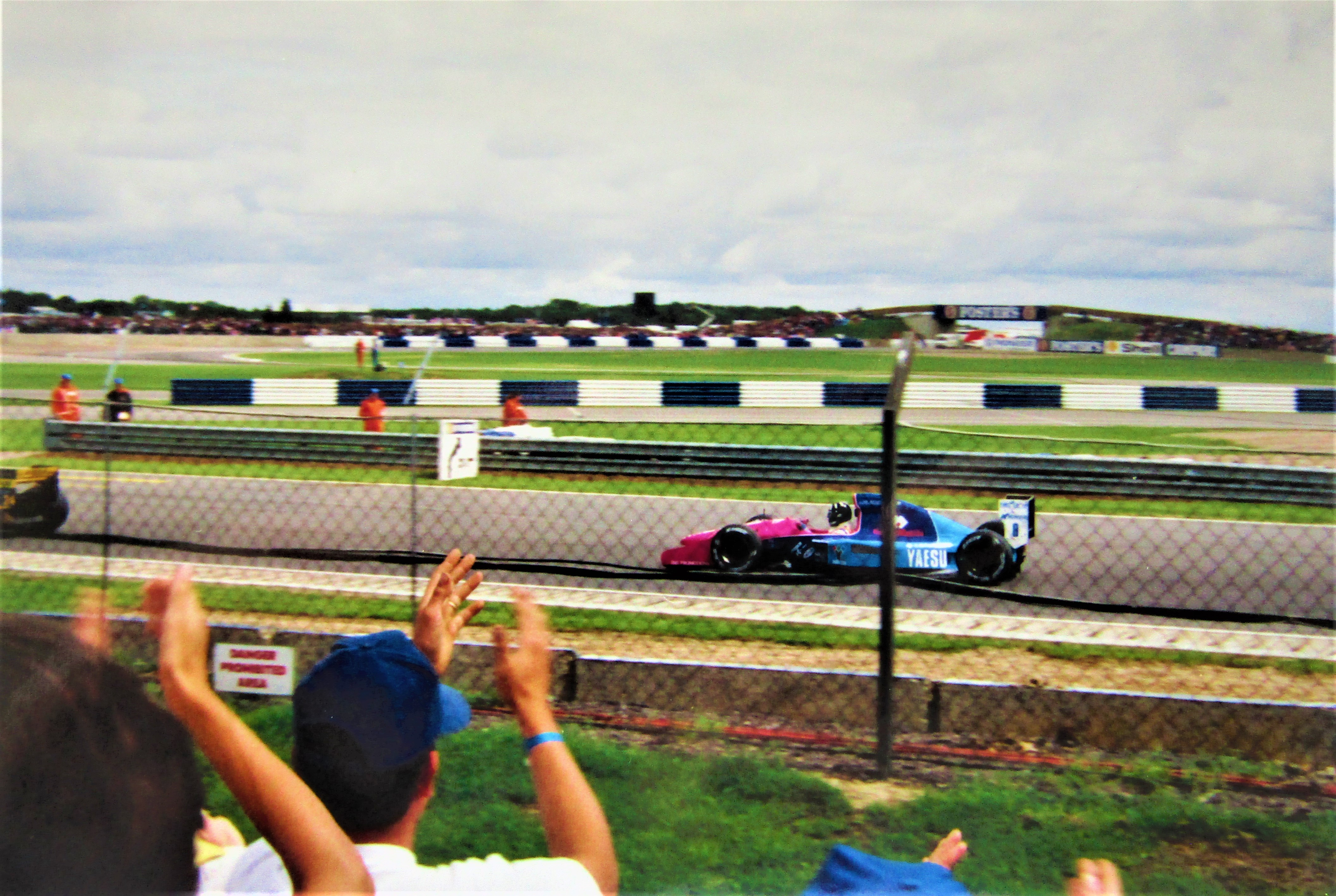
À Silverstone, Damon Hill se qualifie pour son premier Grand Prix de Formule 1.

La semaine suivante se tient le Grand Prix de Grande-Bretagne, à Silverstone. Lors de la séance du vendredi après-midi, Hill, dont la monoplace est en panne et faute d'un mulet compétitif, doit emprunter la voiture de son coéquipier. En verve, il atteint provisoirement la vingt-sixième et dernière place qualificative, en 1 min 26 s 378 en devançant la Minardi d'Alessandro Zanardi, la March de Paul Belmondo, la Fondmetal d'Andrea Chiesa et son équipier qui, en 1 min 28 s 719, est relégué à presque dix secondes de la Williams de Nigel Mansell,,. La chance sourit au Britannique lorsque la pluie s'invite à la qualification du samedi après-midi : bien qu'il n'améliore pas son temps, il se classe dix-huitième sur vingt-trois pilotes en piste, devançant notamment les deux Venturi LC92 de Bertrand Gachot et d'Ukyo Katayama alors que Van de Poele est contraint de rester dans son garage : sa monoplace a été irrémédiablement endommagée la veille lorsque Hill effectua un surrégime lors de son emprunt. Hill se qualifie ainsi pour la première course de Formule 1 de sa carrière,,.
Lors de la session d'échauffement du dimanche matin, Hill ne précède que la Jordan 192 de Maurício Gugelmin, rendant plus de 6 secondes à Mansell. En course, le pilote Brabham ferme la marche durant pratiquement toute l'épreuve, ne laissant momentanément sa dernière place qu'à Andrea De Cesaris et Pierluigi Martini qui connaissent des ennuis mécaniques ; il termine seizième, à quatre tours des meneurs. Avec une moribonde BT60B tournant environ sept secondes plus lentement que les meilleurs et dont la vitesse moyenne sur un tour est d'environ 15 km/h inférieure, sa prestation à domicile est plus qu'anonyme : « Les spectateurs ont envahi la piste pour fêter la victoire du Britannique Mansell. J'ai franchi la ligne d'arrivée dans ses roues, seizième, et ils ne m'ont pas même adressé un regard »,.
Fin juillet se dispute la manche allemande. Julian Bailey, pressenti pour prendre le baquet d'Eric van de Poele, se rend sur le circuit d'Hockenheim, en vain. Le Belge, dont la place est désormais sérieusement menacée, n'est pas en mesure d'élever son niveau de pilotage : lors d'une première séance qualificative où s'affrontent vingt-neuf pilotes, il réalise le vingt-huitième temps, en 1 min 47 s 321, à près d'une seconde des concurrents qui le précèdent ; son coéquipier Hill n'est pas plus performant : dernier, il tourne en 1 min 49 s 843,. Le lendemain, le Britannique améliore en 1 min 45 s 871 mais reste lanterne rouge tandis que son équipier, grâce à un meilleur temps en 1 min 45 s 098, devance uniquement Chiesa et Hill et ne rate sa qualification que pour trois dixièmes de seconde,.
Entre les Grands Prix d'Allemagne et de Hongrie, Eric van de Poele rejoint Fondmetal pour remplacer Andrea Chiesa largement dominé par son équipier Gabriele Tarquini. Julian Bailey, pourtant en lice pour épauler Hill, n'intègre pas Brabham qui décide de n'engager qu'une seule monoplace sur le Hungaroring ; l'équipe est obligée d'invoquer un cas de force majeure pour éviter une sanction financière d'un montant de 200 000 dollars de la part de Bernie Ecclestone, le détenteur des droits commerciaux de la Formule 1 (les équipes sont tenues, par contrat, d'engager deux monoplaces lors de chaque manche du championnat du monde),,. Lors des qualifications du vendredi après-midi, Hill évolue, en 1 min 22 s 369, à sept secondes de Riccardo Patrese et se montre plus rapide que Pierluigi Martini, provisoirement dernier,,,,. 
Le samedi matin, en l'absence de John McDonald, Ray Boulter se voit faire confisquer par John Judd les moteurs de l'écurie en raison de factures impayées et le pilote novice ne peut pas participer à la seconde séance d'essais libres,,. L'affaire est réglée avant la session de l'après-midi, permettant à Hill de prendre part aux qualifications où il effectue le vingt-cinquième temps en 1 min 20 s 781 ; il devance les Dallara 192 de Pierluigi Martini et Jyrki Järvilehto, les Minardi M192 de Gianni Morbidelli et Alessandro Zanardi et l'Andrea Moda S921 de Roberto Moreno et se qualifie donc pour la course malgré une douloureuse crampe à la jambe,,,.
Auteur du vingt-quatrième temps de la séance d'échauffement, à 4,3 secondes d'Ayrton Senna, Hill se montre meilleur que Martini et Paul Belmondo dans cet exercice,. Si le rythme de sa BT60B en course le contraint à fermer la marche, il profite des nombreux accrochages dont sont victimes ses concurrents pour terminer onzième et dernier, à quatre tours du vainqueur Ayrton Senna,. Encore une fois, la BT60B fait montre de son manque de vélocité puisqu'elle rend une dizaine de km/h aux meilleures monoplaces du tourniquet hongrois et est une seconde moins rapide au tour que ses concurrentes de fond de grille,.

### Disparition et tentative de recréation de l'écurie

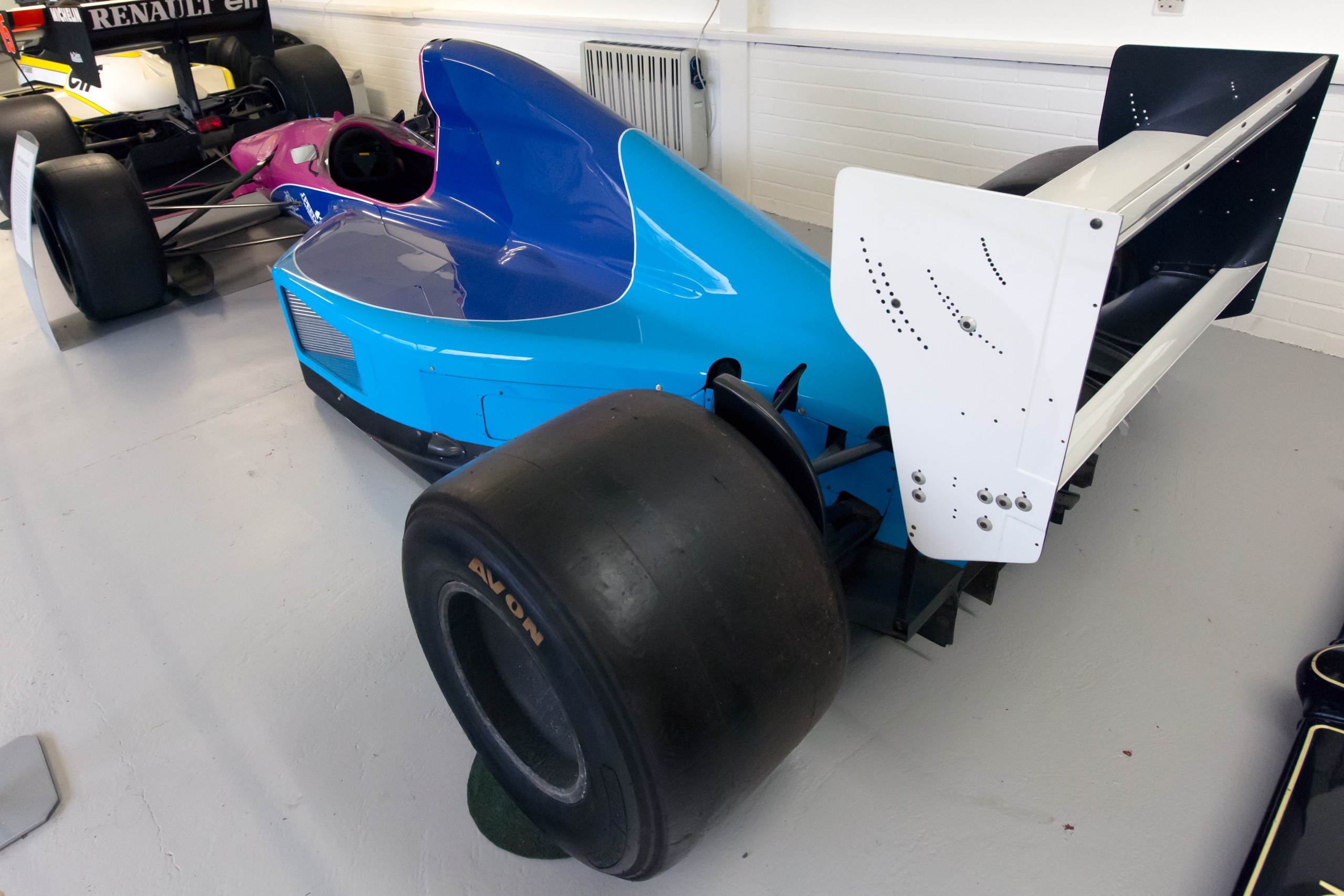
Brabham projette de fabriquer une version modifiée de la BT60B (ici en exposition) pour 1993, en vain.

À la fin de cette course, Middlebridge Group Limited, surendetté, n'est plus en mesure de payer ses traites, estimées à 6 000 000 livres sterling. John McDonald quitte l'équipe, en précisant que Dennis Nursey aurait repoussé une offre « très raisonnable » de reprise de la part d'un groupe sud-américain au profit d'une autre proposition qui ne s'est jamais confirmée,,,,,. 
L'écurie, qui ne se rend pas au Grand Prix de Belgique, espère trouver une solution pour le Grand Prix d'Italie, en vain. Peu après cette manche, Brabham annonce son retrait de la Formule 1. En effet, depuis le début de la saison, l'équipe est financée par Landhurst Leasing, une société de prêt sur gage dirigée par Edward Ball dont la réputation est assez sulfureuse ; or cette société vient de déposer son bilan. Le syndic de faillite de Landhurst Leasing oblige Brabham à déposer également son bilan afin de pouvoir procéder à l'épuration des dettes de Landhurst Leasing,,,,,. L'écurie Team Lotus, dont une partie des ressources financières dépend d'Edward Ball est également prise dans cet imbroglio ; Peter Collins, son directeur déclare : « Je dois désormais de l'argent au syndic de faillite plutôt qu'à Ball, cela ne fait finalement pas de différence ! »
Le non-paiement des traites provoque l'intervention de l'administration britannique : l'enquête du Serious Fraud Office révèle que le directeur exécutif de Landhurst Leasing, accusé de corruption, a accepté des dessous de table de Middlebridge Group Limited. Début octobre, un consortium mené par Alan Randall, qui a tenté d'aligner des Jaguar en championnat du monde des voitures de sport, fait une offre de rachat de l'écurie en espérant attirer le constructeur britannique en Formule 1 dès 1993,,,,,,.
À la fin de l'année 1992, le projet d'Alan Randall n'est toujours pas finalisé et semble déjà bien compromis. En effet, Randall a déjà fait parler de lui en début de saison lorsqu'il avait annoncé qu'il rachetait l'équipe de Tom Walkinshaw engagée en championnat du monde des voitures de sport ; n'ayant jamais pu recueillir de financement pour cette acquisition, les Jaguar ne furent pas alignées en championnat. Alors que Randall annonce avoir trouvé de nouveaux partenaires pour acquérir Brabham, Tim Densham choisit de rejoindre Tyrrell Racing.
Randall annonce que le Mexicain Carlos Guerrero, soutenu par la marque de bière Carta Blanca, devrait piloter la successeur de la BT60B,,,,,,. Courant décembre, Randall, rattrapé par la Fédération internationale du sport automobile, se voit rappeler qu'il doit payer avant la fin de l'année une amende de plusieurs millions de dollars pour avoir renoncé à faire courir les Jaguar en championnat du monde des voitures de sport alors qu'elles étaient engagées ; il n'a d'autre solution que de se retirer du projet de rachat et est remplacé par Dave Prewitt,,,,,,.
Prewitt annonce que les BT60B débuteront la saison 1993 tandis que la société Galmer Engineering d'Alain Mertens, qui a fourni les châssis du championnat américain de Champ Car, est chargée d'en extrapoler une nouvelle évolution destinée à être engagée en cours de saison. Il confirme également la titularisation de Carlos Guerrero,,,,,,.
En février 1993, malgré les soutiens financiers de Guerrero, Brabham n'est pas en mesure de payer les arrhes exigées par Galmer Engineering pour modifier les BT60B et concevoir le châssis suivant. Galmer Engineering déclare alors ne plus avoir suffisamment de temps désormais pour remplir la tâche confiée avant le début du championnat du monde, le 14 mars ; la BT60B devient donc la derrière monoplace engagée en championnat du monde par Brabham,,,,,,.
Au terme de la saison, quatre écuries quittent la Formule 1 : Brabham, March Engineering, Fondmetal et Andrea Moda Formula. Avant même d'envisager de relancer Motor Racing Developments, un éventuel investisseur doit éponger les dettes de Landhurst Leasing ; pour ce faire, plusieurs biens de l'entreprise sont vendus aux enchères en 1993. Parmi ces biens figurent l'ancienne usine de l'équipe à Chessington, acquise par Yamaha Motor Sports pour abriter les locaux d'Activa Technology Limited, une entreprise de fabrication des pièces composites pour la course et les voitures de route, dirigée par Herbie Blash. L'usine est ensuite acquise par l'écurie de GP2 Series Carlin DPR en 2006.

## Résultats en championnat du monde de Formule 1
| Saison | Écurie                        | Moteur      | Pneumatiques | Pilotes           | Courses | Courses | Courses | Courses | Courses | Courses | Courses | Courses | Courses | Courses | Courses | Courses | Courses | Courses | Courses | Courses | Points inscrits | Classement |
| Saison | Écurie                        | Moteur      | Pneumatiques | Pilotes           | 1       | 2       | 3       | 4       | 5       | 6       | 7       | 8       | 9       | 10      | 11      | 12      | 13      | 14      | 15      | 16      | Points inscrits | Classement |
| ------ | ----------------------------- | ----------- | ------------ | ----------------- | ------- | ------- | ------- | ------- | ------- | ------- | ------- | ------- | ------- | ------- | ------- | ------- | ------- | ------- | ------- | ------- | --------------- | ---------- |
| 1992   | Motor Racing Developments Ltd | Judd GV V10 | Goodyear     |                   | AFS     | MEX     | BRÉ     | ESP     | SMR     | MON     | CAN     | FRA     | GBR     | ALL     | HON     | BEL     | ITA     | POR     | JAP     | AUS     | 0               | 15e        |
| 1992   | Motor Racing Developments Ltd | Judd GV V10 | Goodyear     | Eric van de Poele | 13e     | Nq.     | Nq.     | Nq.     | Nq.     | Nq.     | Nq.     | Nq.     | Nq.     | Nq.     |         |         |         |         |         |         | 0               | 15e        |
| 1992   | Motor Racing Developments Ltd | Judd GV V10 | Goodyear     | Giovanna Amati    | Nq.     | Nq.     | Nq.     |         |         |         |         |         |         |         |         |         |         |         |         |         | 0               | 15e        |
| 1992   | Motor Racing Developments Ltd | Judd GV V10 | Goodyear     | Damon Hill        |         |         |         | Nq.     | Nq.     | Nq.     | Nq.     | Nq.     | 16e     | Nq.     | 11e     |         |         |         |         |         | 0               | 15e        |

Légende : ici 